# آمسی
آمسی (به لاتین: Aamse) یک روستا در استونی با جمعیت ۷ نفر است که در دهستان ریدالا واقع شده‌است.